# Metralladora Savin-Nórov
L'SN (Savin Nórov) era una metralladora aèria produïda en petits números per la Unió Soviètica a finals de la dècada de 1930, poc abans de l'inici de la Segona Guerra Mundial.

## Història
L'arma estava ideada per a obtindré una alta cadència de foc, superior a la ShKAS (la metralladora utilitzada en la major part dels avions soviètics del moment), a la vegada que utilitzava la mateixa munició de 7,62x54 mm R. Per a poder obtenir aquests resultats, el canó i el forrellat de l'arma es movien en direccions oposades quan es disparava l'arma, per a així, reduir la distància que el forrellat hauria de recórrer. Les fonts sobre la seva cadència de foc varien lleugerament, però totes indiquen que es tractava d'una cadència de foc alta. Algunes fonts indiquen que l'arma arribava a disparar a més de 3.600 trets per minut, mentre que altres fonts indiquen que disparava entre 2.800 i 3.000 trets per minut.
La metralladora SN es van dissenyar entre 1934 i 1935 per I.V. Savin (И.В. Савин) i A.K. Nórov (А.К. Норов). Segons fonts occidentals, l'arma es va oferir a les Forces Aèries Soviètiques, però va no va ser acceptada en 1936, després de diverses proves. Fonts soviètiques indiquen que les metralladores SN van ser instal·lades en les ales de tres avions Polikarpov I-16 en gener de 1939; aquests avions van rebre la nomenclatura d'I-16 Tipus 19, i van ser utilitzats en la Guerra d'Hivern. L'arma també hauria d'haver sigut instal·lada en una muntura sincronitzada amb les aspes de l'avió, en el I-16 Tipus 20. A pesar de que 4 d'aquests avions van ser produïts en aquesta configuració, aquests no van entrar en servei; les variants Tipus 20 van ser rebutjats per a donar pas a una altra variant del I-16 armat només amb metralladores ShKAS, el qual era capaç d'utilitzar tancs de combustible addicionals. Una altra versió, el I-16 Tipus 22 es va idear, el qual estava suposadament armat amb quatre metralladores sincronitzades amb les aspes, de les quals, dos haurien de ser metralladores SN (i les altres dos ShKAS), però aquesta versió va ser cancel·lada en agost de 1939 i no va ser produïda mai. Comparada amb les metralladores ShKAS, les metralladores SN no eren tant fiables, i aquest va ser un dels principals factors pels quals no va ser acceptada per a la producció massiva.
Un exemple d'una metralladora SN es podia veure (en 1966) en el Museu Central de les Fores Aèries, en Rússia.